# Cougar (Slang)

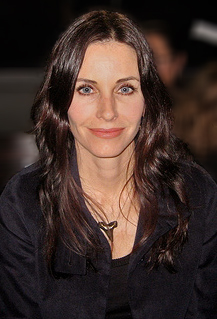
Courteney Cox spielte von 2009 bis 2015 die Hauptrolle in Cougar Town.

Cougar ist eine englische Slang-Bezeichnung für Frauen, die einen wesentlich jüngeren Mann für eine Beziehung oder als Sexualpartner suchen. Im nicht übertragenen Sinne bedeutet das Wort „Puma“ (Silberlöwe). Der Begriff spielt einerseits auf die Haarfarbe an, andererseits auf das Bild der „Jagd“ nach Partnern.

## Begriffsgeschichte

### Entstehung
Der genaue Ursprung des Begriffs liegt im Unklaren. Seine erste Verwendung fand er möglicherweise in den 1980er-Jahren im kanadischen Eishockey-Team Vancouver Canucks als Bezeichnung für „ältere Single-Frauen, die zu den Spielen der Mannschaft gingen, um Spielern sexuell nachzustellen“. Seine Popularisierung scheint auf einen Artikel und ein Buch der kanadischen Toronto-Sun-Kolumnistin Valerie Gibson von 2001 bzw. 2002 zurückzugehen. 
Gibson hatte ihn nach eigenen Angaben von einer Bekannten aufgeschnappt und als „Bezeichnung für Frauen über 40, die gern jüngere Partner haben und sich nicht fest binden wollen“ übernommen.
Nach anderen Quellen soll für die Entstehung des Begriffs in British Columbia auch „Cougar Annie“ (Ada Annie Rae-Arthur, 1888–1985) prägend gewesen sein. Rae-Arthur, die viermal verheiratet war (unter anderem mit einem zwölf Jahre jüngeren Mann), galt als unabhängig und selbstbewusst; ihr Spitzname rührt daher, dass sie im Lauf ihres Lebens rund 100 Pumas geschossen haben soll.
Anspielungen auf Raubtiere und Jagd sind in der sexuellen Begriffswelt häufig anzutreffen. Andere Ausdrücke, die mit Katzen in Verbindung stehen (beispielsweise „Muschi“), drücken jedoch eher ein Klischee der weiblichen Rolle als „klein“, „schwach“ oder „passiv“ aus. Cougar dreht dieses Bedeutungsfeld um, indem gleich das größte katzenartige Raubtier Nordamerikas zur Analogie herangezogen wird. Die Frau ist hier nicht passiv, sondern geht aktiv auf die „Jagd“ nach jüngeren Sexualpartnern.

### Weitere Geschichte
In der New York Times erschien der Begriff erstmals im Januar 2006. Ein halbes Jahr später verwendete ihn – ebenfalls dort – Elizabeth Hayt, um die weiblichen Hauptfiguren in Laurent Cantets Spielfilm In den Süden (2005) zu charakterisieren, der am 9. Juli 2006 Premiere hatte. Cantets Film stellte ältere Frauen, die Liebesabenteuer mit jungen Männern suchen, differenziert und einfühlsam dar.
2008 brachte Donna Moore in New York City (Off-Broadway) ein Musical Cougar heraus, in dessen Mittelpunkt ebenfalls ein Trio reifer und desillusionierter Frauen stand, die sich mit jungen Männern amüsieren und dabei Selbstbewusstsein und Selbstliebe wiederfinden. 2009 folgte die US-Sitcom Cougar Town (bis 2015), die einfühlsam und unterhaltsam von den promisken Liebesabenteuern erzählt, die eine frisch geschiedene 40-Jährige mit deutlich jüngeren Männern hat. Die Hauptdarstellerin Courteney Cox wurde für ihre Leistung 2010 mit einem Golden Globe Award ausgezeichnet.
Im deutschsprachigen Raum war der Wiener Standard im Januar 2010 eine der ersten überregionalen Zeitungen, in denen der Ausdruck verwendet wurde.
ORF eins begann im Juli 2010 mit der Ausstrahlung von Cougar Town, das in der synchronisierten Fassung mit dem Untertitel „40 ist das neue 20“ vermarktet wurde. Moores Musical hatte 2016 am Berliner Coupé Theater Deutschlandpremiere.
Der Begriff machte Karriere: 2007 landete er auf Platz 2 im US-amerikanischen Wort-des-Jahres-Wettbewerb der Oxford University Press und Newsweek rief das Jahr 2009 zum „Year of the Cougar“ aus, nachdem es inzwischen Bücher, Mainstream-Filme und Beiträge in namhaften Zeitungen wie der New York Times gegeben hatte und er sogar in einer Debatte des neuseeländischen Parlaments gefallen war. 
Nach Einschätzung von Forschern der Victoria University of Wellington ist die mediale Aufmerksamkeit allerdings übertrieben, wenngleich die Anzahl von Paaren, in denen die Frau deutlich älter ist als der Mann, seit den 1980er-Jahren zugenommen habe. Gemäß einer Studie der American Association of Retired Persons aus dem Jahr 2003 hatte eine von drei allein wohnenden Frauen in den USA im Alter von 40 bis 69 Jahren jüngere Partner. Laut dem US Census Bureau war im Jahr 1997 in den USA in weniger als 500.000 Paaren der Mann mindestens zehn Jahre jünger als die Frau. 2003 gab es ca. drei Millionen Paare, bei denen der Mann mindestens sechs Jahre jünger als die Frau war. 
Eine Studie der McGill University aus dem Jahr 2015 kommt zu dem Schluss, dass ca. 13 % der 35- bis 44-jährigen Frauen in den USA mit einem mindestens fünf Jahre jüngeren Mann geschlafen hatten. Der Autor Mark J. Penn beschreibt das Phänomen und den gesellschaftlichen Trend ausführlich in seinem 2007 erschienenen Buch Microtrends in einem Kapitel mit dem Titel Cougars.
Gleichwohl trifft der Begriff auch auf Kritik: Die Verwendung des Wortes Cougar etwa für Brigitte Macron, Ehefrau des französischen Präsidenten Emmanuel Macron, kritisiert der Soziologe Eric Fassin als sexistisch, da man in ihm zwar „eine Art Bewunderung“ für die Subversion überkommener Normen sehen könne, die Frau mit der Titulierung aber auch „animalisiere“: Das weibliche Begehren sei „begehrenswert, aber auch bedrohlich für die Männlichkeit“. 
Allgemein kann der Begriff zwar eine Beleidigung darstellen, aber auch als Metapher für sexuell emanzipierte Frauen dienen.
Im Januar des Jahres 2010 schaltete die neuseeländische Luftfahrtgesellschaft Air New Zealand einen kontroversen Werbespot, in dem Cougars als aggressive, promiske, tragische, berauschte Frauen auf Beutezug dargestellt wurden. Die Kampagne war so umstritten, dass sie eingestellt wurde.

## Cougar-Frauen in der Pornographie
Obwohl einige Sprachbenutzer den Begriff als „post-feministisch“ verstanden wissen wollten und manche Frauen, die sich mit dem Begriff identifizieren, damit Empowerment verbanden oder der „Vergleich mit einem kraftvollen, geschmeidigen und sehr attraktiven Raubtier“ ihnen zusagte, tauchen Cougar-Frauen auch als Genre in der Pornographie auf (vgl. MILF), die jedoch statt des Interesses der Frauen an jüngeren Männern die Vorlieben von Männern an älteren Frauen in den Vordergrund stellt. 
Die Paarung „ältere Frau, jüngerer Mann“ kam laut einer Auswertung von 2009 auf der Pornographiewebseite YouPorn sogar am häufigsten vor.
Die ersten Pornofilme, die Szenen mit Cougars zum Gegenstand haben, entstanden im Jahr 2006. Filmreihen sind beispielsweise Cougars On the Prowl, Seduced By a Cougar (58 Folgen, seit 2006), The Cougar Club, The Cougar Chronicles, That Cougar Fucks Like An Animal, Cougar Coochie (seit 2009), Japanese Cougar Club, Tokyo Cougar Creampies, Cougar Sightings, Cougar Season (5 Folgen) oder Kittens & Cougars.
Bekannte Filme des Genres sind beispielsweise die 2008 erschienene Komödie The Cougar Hunter (mit Lisa Ann, Nicole Sheridan, Priya Rai), die Hentai-Produktion Cougar Time (2010), die 2011 veröffentlichte US-Spielfilm-Parodie This Ain't Cougar Town XXX mit Phoenix Marie und Dylan Ryder, die Showcase-Produktion Super Cougar Gina Lynn, Swinging MILF Party (2013) mit Kristal Summers, der Film The Cougar Next Door mit Natasha Nice, der Film Cabana Cougar Club (2014) von Brad Armstrong und die Lesbensex-Produktion Cougar Bait (2019). 
Im Jahr 2020 erschien der mit einem AVN-Award ausgezeichnete Film Cougar Queen: A Tiger King Parody des Studios Girlsway, eine Parodie auf den Film Tiger King, u. a. mit Aaliyah Love und Cherie DeVille.

## Cougar-Frauen als Gegenstand von Literatur
Eine Reihe von Büchern widmen sich dem Phänomen mittlerweile als Roman, wie beispielsweise:
- Dating A Cougar von Donna McDonald ISBN 978-1-939988-03-4
- Cougar for Hire von Tori Westwood ISBN 978-1-5337-7953-3
- Curvaceous Cougar von Edna White ISBN 978-1-301-21193-7
- Freakn' Cougar von Eve Langlais ISBN 1-988328-24-1
- Cougar Mom von Eve Langlais ISBN 1-77384-130-0
- Cougar Seduction von Skye Hunter ISBN 978-1-5401-8055-1
- Cougar Tales von J. A. Rawls ISBN 1-934446-98-X
- Cougar Lust von Lily Frost ISBN 978-1-4835-0279-3
- The Cougar Chaser von Cornell Richards ISBN 978-1-4917-3068-3
- How to Date a Younger Man: The Cougar's Guide to Cubhunting von Kate Mulvey ISBN 978-1-84732-730-7
- Cougars: You're as Young as the Man You Feel von Claire Irvin ISBN 978-0-7515-4533-3